# Cola di Rienzo
Cola di Rienzo (vagy Rienzi, eredeti neve Nicola di Lorenzo Gabrini) (Róma, 1313. – Róma, 1354. október 8.) római néptribun.

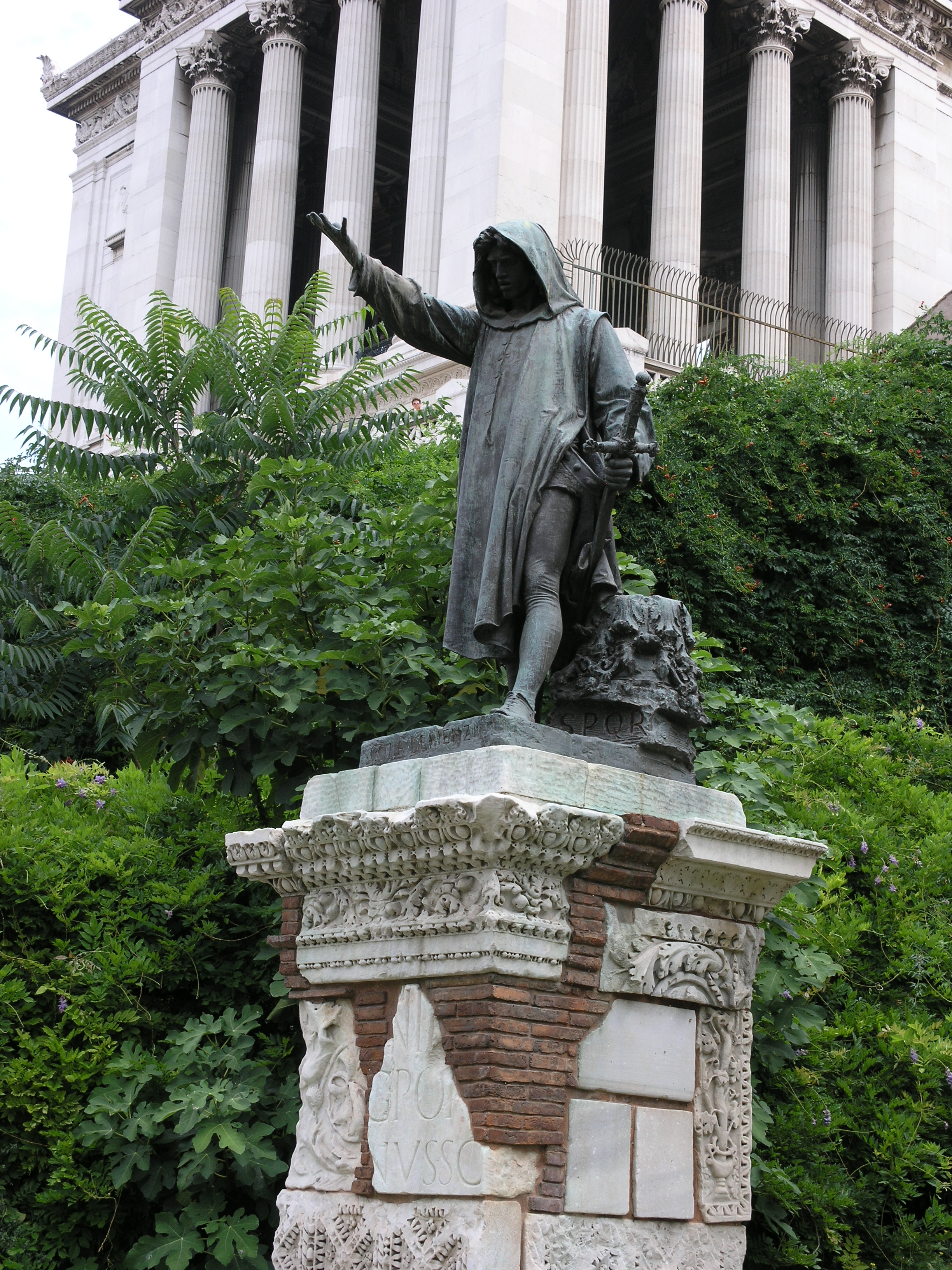
Cola di Rienzo emlékműve Rómában

## A lázadó ifjú
Szegény vendéglős fiaként látta meg a napvilágot. Ifjúkorában a rég letűnt szabadságért és a római köztársaság eszméjéért rajongott. Ékesszólásával próbálta a római népet önérzetre és tettekre bátorítani, a dölyfös nemesség igájának lerázására és a szabadság kivívására szólította fel honfitársait. Szónoka volt annak a küldöttségnek, amelyet a rómaiak 1343-ban VI. Kelemen pápához Avignonba küldtek, hogy a pápát Rómába való visszatérésre bírják. A pápa Rienzót kegyesen fogadta és a város jegyzőjévé nevezte ki. 

## A népvezér
1344-ben visszatért Rómába és amikor a nemesség a népet egyre jobban elnyomta, 1347. május 20-án egy fegyveres csapat élén megjelent a kapitóliumon és a pápai legátus beleegyezésével néptribunnak választatta magát. Köztársasági kormányformát szervezett és polgártársaiból honvédséget alakított, melynek segélyével a nemességet megadásra vagy menekülésre kényszerítette. Rienzót Nagy Lajos magyar király is támogatta, ő pedig Lajos nápolyi hadjáratát és Durazzói Károly kivégzését nyilvánította indokoltnak és igazságosnak. Nemsokára Olaszország összes fejedelmeit és városait, sőt magát IV. Károly császárt és a francia királyt is egy Rómában tartandó ünnepélyes gyűlésre hívta meg. A szerencséjétől elkapatott népvezér az 1347. augusztus 2-án tartott ünnepet elsősorban a maga és a római nép hiúságának kielégítésére aknázta ki, amivel fegyvert adott ellenségeinek kezébe, akik összeesküvést szőttek ellene. November 20-án sikerült ugyan Rienzónak az elégedetlen nemesség fölött újra diadalt aratnia, de nemsokára kicsapongó életmódja és fennhéjázó magaviselete miatt a nép kegyét is eljátszotta.

## Bukása

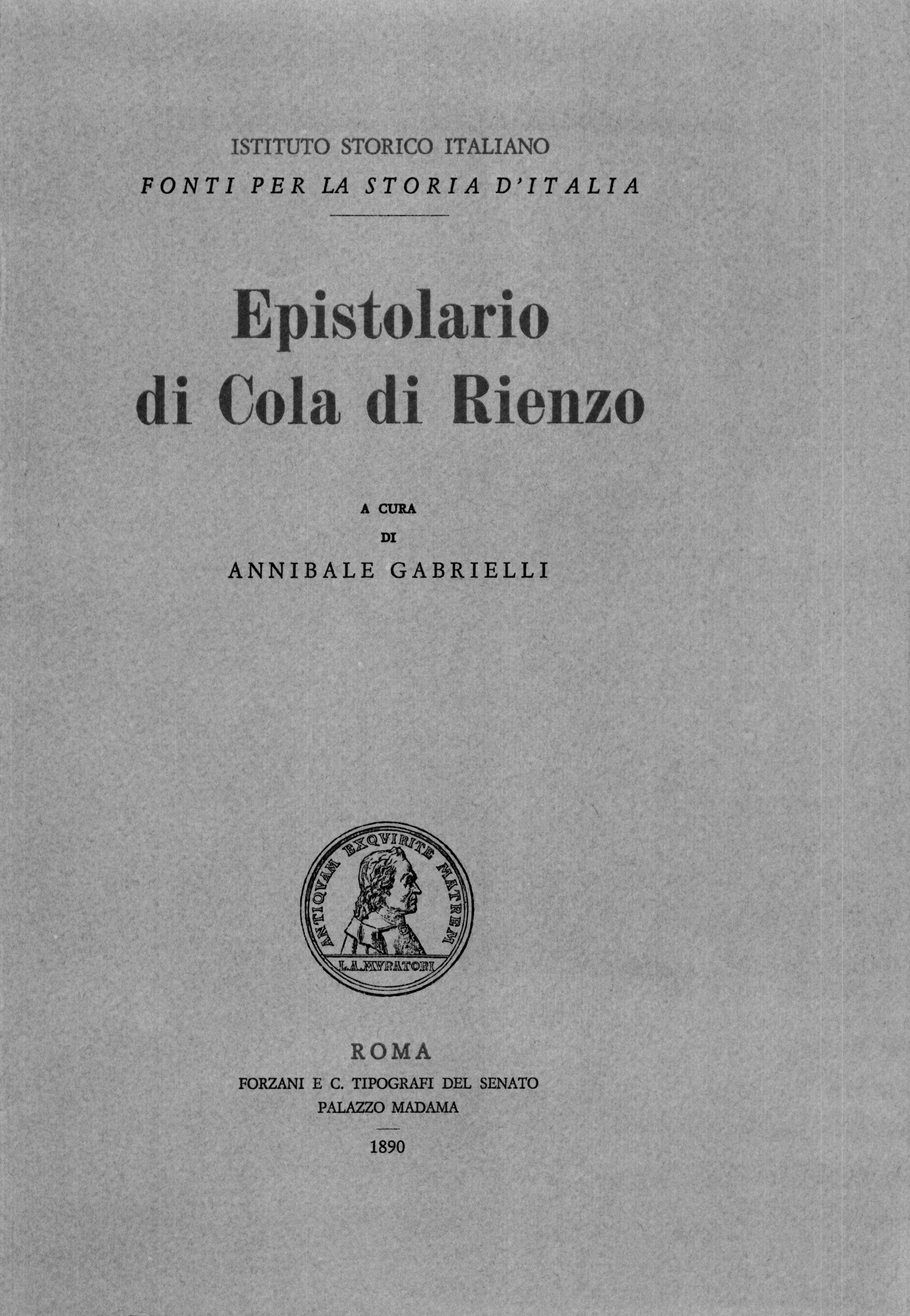
Epistolario di Cola di Rienzo

Amikor a pápa is elfordult tőle, tíz hónapi uralom után (1348 márciusában) kénytelen volt a visszatérő nemesség elől elmenekülni. Egy ideig egy Majella-hegységben lévő kolostorban talált menedéket; később Prágába menekült IV. Károly császárhoz, aki azonban vasra verette és VI. Kelemen pápához Avignonba vitette (1352). Ott a néptribunt szigorú fogságban tartották, eretnekség vádjával eljárást indítottak ellene. VI. Ince pápa trónra lépésekor szabadlábra helyezte, sőt 1354-ben Albornoz bíboros kíséretében Rómába küldte. Nagy Lajos király hadsereggel is támogatta őket.
Rienzo a nemességet ugyan újból kiűzte az örök városból és hatalmukat megtörte, de ekkor már nem volt az a szabadságért lelkesedő független ember, mint azelőtt, hanem a pápa szolgája és eszköze, akinek pénzvágyát Fra Moreale rablóvezér meggyilkolása és új adók kivetésével is igyekezett kielégíteni. Emiatt a nép haragja Rienzo ellen fordult. A Capitoliumból, ahol 1354. október 8-án megtámadták, ugyan még időben elmenekült, de futás közben a Colonna család egyik szolgája utolérte s meggyilkolta. Tetemét ellenfelei a városon keresztül hurcolták, elégették, hamvait a levegőbe szórták.

## Emlékezete
Rienzi, az utolsó tribunus címmel Edward George Bulwer-Lytton romantikus regényt írt róla 1835-ben, ennek felhasználásával készült 1842-ben Richard Wagner Rienzi című operája.